# Юсупов, Марсель Жалилевич
Марсель Жалилевич Юсупов (род. 26 сентября 1984, Учалы, Башкирская АССР, РСФСР, СССР) — российский спортсмен.

## Спортивная карьера
Профессиональный борец куреш (борьбе на поясах). Сравнивают с Маресьевым: перенес в 10-летнем возрасте тяжёлую травму рук (открытый перелом обоих запястий), получил право на инвалидность, но, несмотря на запрет врачей, в 14-летнем возрасте целенаправленно пришёл в спорт, требующий особой выносливости и силы рук. Начал тренироваться под руководством своего отца, Заслуженного работника физической культуры РФ и Республики Башкирия Жалиля Динмухаметовича Юсупова.
Спортивные достижения в 1999—2011 гг.:
- Двукратный чемпион Европы по куреш (2009 — вес свыше 100 кг) в рамках FILA World Cup Danrho Alysh[2][3][4][5], (2011 — вес свыше 96 кг) в рамках 2nd European Sports Games[6];
- Трёхкратный чемпион России по куреш среди юниоров (1999 — вес до 60 кг, 2000 — вес до 70 кг, 2001 — вес до 80 кг);
- чемпион России по куреш (2006[7] — вес до 100 кг);
- чемпион Всероссийского турнира по куреш в рамках Всероссийского Сабантуя (2007 — вес до 100 кг);
- чемпион Всероссийского молодёжного турнира по куреш в рамках Московского Сабантуя (2001 — вес до 80 кг);
- Двукратный чемпион Международного турнира по куреш «Кубок Урала» (2007[8], 2009[9][10] — вес до 100 кг);
- 14-кратный чемпион Республики Башкирия по куреш среди юниоров;
- 11-кратный чемпион Республики Башкирия по куреш среди взрослых;
- 4-кратный чемпион, абсолютный чемпион (2002) Всероссийского турнира на призы Заслуженного тренера СССР и России Хариса Юсупова;
- чемпион Всероссийского турнира памяти Заслуженного тренера СССР и России Хариса Юсупова (2009[11] — вес до 100 кг);
- 5-кратный чемпион Открытого турнира Республики Башкирия на приз Героя Советского Союза Ж. Г. Сунагатуллина;
- 2-кратный чемпион Открытого зонального турнира памяти Героя Советского Союза Н. Х. Хазипова (2009 — вес до 100 кг, 2010[12][13] — вес свыше 100 кг).

Мастер спорта РФ по куреш.
При подведении Федерацией национальной спортивной борьбы «Татарча корэш» РФ итогов работы за 2009 г. победа Марселя Юсупова на чемпионате Европы была названа одним из главных спортивных успехов федерации, в 2010 г. борец стал лауреатом премии Заслуженного тренера СССР и России Х. М. Юсупова, учрежденной Федерацией борьбы на поясах (куреш) Челябинской области за особые спортивные успехи.
Получил известность также как спортивный организатор и тренер:
- соучредитель; исполнительный директор Федерации борьбы на поясах (куреш) Челябинской области (2007—2011);
- капитан сборной Челябинской области по борьбе на поясах (куреш) (2006—2011).

В 2008 г. был награждён Почетной грамотой губернатора Челябинской области «за большой вклад в развитие физической культуры, молодёжной политики и спорта».
Объявил о завершении соревновательной борцовской карьеры в сентябре 2011 г., пояснив от себя, что «нужно уходить непобедимым и делать это красиво».

## Общественная деятельность, муниципальная и государственная служба
Принимает участие в национальном общественном движении: член исполкомов в ЧООО «Курултай башкир Челябинской области» (с 2006) и МСОО «Всемирный курултай башкир» (с 2011), делегат Всемирного Курултая (конгресса) башкир (2010, 2015); с 2007 г. является заместителем полномочного представителя Президента Республики Башкортостан по Челябинской, Курганской и Тюменской областям. Поддерживает отношения с представителями башкирских диаспор в регионах России, странах ближнего зарубежья.
Участвует в благотворительных акциях.
С декабря 2011 г. работал в администрации Учалинского района РБ председателем комитета по физической культуре, спорту и туризму, с января 2014 г. зам. директора Челябинского областного реабилитационно-физкультурного центра «Импульс», с 2017 г. начальник отдела спорта и подготовки резерва Министерства молодежной политики и спорта Республики Башкортостан, с октября 2018 г. и. о. директора Государственного бюджетного учреждения «Управление по физическому воспитанию учащихся и подготовке олимпийского резерва Республики Башкортостан».

## Факты биографии и личной жизни
С 2005 по 2011 гг. жил в Челябинске, затем вернулся в Учалы, с 2014 г. снова в Челябинске, потом в Уфе.
Начинал учиться на юридическом факультете Челябинского государственного университета, затем перевелся и в 2007 г. закончил Уральский государственный университет физической культуры по специальности «физическая культура и спорт»; в 2015 г. окончил юридический факультет в Башкирском государственном университете (ныне Уфимский университет науки и технологий) по специальности «юрист». В Челябинске параллельно с занятиями спортом и общественной деятельностью работал юристом в коммерческих структурах.

## Медиапортрет
- Интервью с Марселем Юсуповым // Университетская набережная: газета ЧелГУ. 2006. 4 мая
- Кагарманова Б. Батыр Юсупов // Учалинская газета. 2011. 4 июня
- Визитная карточка кандидата на участие в VI чемпионате мира по борьбе на поясах на сайте Управления спортивных мероприятий РБ
- Смирнов С. На Сабантуе отличились батыры // Вечерний Челябинск. 2006. 27 июня (недоступная ссылка)
- Эльбрус Нигматуллин о Марселе Юсупове в своем интервью
- Хабибуллина Р. Курэш не оторваться от земли // Сосновская нива. 2009. 13 января (недоступная ссылка)
- Халиков Л. Марсель Юсупов: За секунду можно потерять все // Спортивная среда. 2010. 23 мая
- Сафуанова Г. КӨРӘШ МИҢӘ… рухи ныҡлыҡ бирҙе: интервью с Марселем Юсуповым (на башк. яз.) // Вечерняя Уфа. 2011. № 32(6-12 августа)
- Визитная карточка спортсмена на Первом спортивном портале Республики Татарстан Архивная копия от 25 мая 2010 на Wayback Machine
- Марсель Юсупов в разделе «Наша гордость» на Учалинском информационном портале
- Интервью Марселя Юсупова в ТВ-программе «Неслучайные люди» на БСТ (Часть 1 и Часть 2)